# 神明神社 (各務原市川島小網町)
神明神社（しんめいじんじゃ）は、岐阜県各務原市川島小網町にある神社。
小網地区（川島小網町）の神社であり、旧社格は村社。小網町神明神社、小網神明神社とも称する。

## 祭神
- 天照大神

## 歴史
創建時期は不明。江戸時代初期（徳川秀忠の治世の頃（慶長10年～元和9年）の鎮座と伝わる。
明治時代には近代社格制度によって村社となった。
境内の一部が各務原大橋のアクセス道路となることになったため、2011年（平成23年）に社殿を移築。社務所、手水所を新築。

## 境内社
- 秋葉神社（祭神：軻遇槌神)[3]
- 天満神社（祭神：菅原道真)[3]
- 津島神社（祭神：素戔嗚神)[3]
- 金刀比羅神社（祭神：大己貴神)[3]
- 稲荷神社（祭神：倉稲魂神)[3]
- 御鍬神社（祭神：豊受大神)[3]

## その他
- かつては同じ住所に観音寺（臨済宗妙心寺派の寺院）が存在したが、2010年頃に廃寺。跡地は神明神社の境内の一部となり、社務所、手水所などが建てられている。また、観音寺の建物のうち、子供地蔵[4]、弘法堂[4]、六角堂[4]などは神明神社境内にある。
- 小網地区で太平洋戦争などで亡くなった英霊を祀る報国烈士碑がある。

## 交通機関
- 各務原市ふれあいバス川島線「スポーツ公園前」バス停下車、徒歩で約1分。